# Gnevnyj (cacciatorpediniere 1936)
Lo Gnevnyj fu un cacciatorpediniere della Voenno-morskoj flot, entrato in servizio nel dicembre 1938 come prima unità dell'omonima classe.
Assegnato alla Flotta del Baltico, servì brevemente nel corso della guerra d'inverno e delle prime fasi della seconda guerra mondiale. Gravemente danneggiato e immobilizzato dall'urto con una mina il 24 giugno 1941 a nord-ovest dell'isola estone di Hiiumaa, il cacciatorpediniere fu infine colato a picco da aerei tedeschi due giorni più tardi.

## Storia
Ordinata nell'ambito del secondo piano quinquennale del 1933, la nave venne impostata l'8 dicembre 1935 al Cantiere navale No. 190 (Ždanov) di Leningrado con il numero di scalo 501; l'unità fu poi varata il 13 luglio 1936 con il nome di Gnevnyj (Гневный, "arrabbiato" in lingua russa) ed entrò in servizio il 23 dicembre 1938 con la Flotta del Baltico. Dopo lo scoppio della guerra d'inverno con la Finlandia nel novembre 1939, l'unità bombardò le fortificazioni finlandesi sull'isola di Utö nelle Åland il 14 dicembre.
Il 23 giugno 1941, un giorno dopo il lancio dell'operazione Barbarossa da parte della Germania nazista, lo Gnevnyj, inserito nella 1ª Divisione del "Distaccamento Forze Leggere" della Flotta del Baltico, fu impegnato nelle operazioni di copertura della posa di mine all'imboccatura del Golfo di Finlandia. Il 24 giugno la nave incappò in un campo minato steso dai tedeschi 16 o 18 miglia nautiche a nord-ovest del Faro di Tahkuna sull'isola estone di Hiiumaa, ed ebbe la prua staccata di netto dall'esplosione di un ordigno che causò inoltre 20 morti e 23 feriti tra l'equipaggio. Dopo aver ricevuto un rapporto circa la possibile presenza in zona di un sommergibile nemico, il comandante del cacciatorpediniere ordinò l'abbandono della nave e l'equipaggio fu preso a bordo dal cacciatorpediniere Gordyj; quest'ultimo tentò, prima di abbandonare l'area, di affondare lo Gnevnyj con il fuoco dei suoi cannoni, ma senza riuscirci. Due giorni dopo il relitto del cacciatorpediniere fu localizzato da tre bombardieri tedeschi Junkers Ju 88, i quali lo colarono infine a picco; lo Gnevnyj fu ufficialmente cancellato dai registri navali sovietici il 27 luglio seguente.